# Governo Recean
Il Governo Recean è l’attuale governo della Moldavia in carica dal 16 febbraio 2023, a seguito delle dimissioni del Governo Gavrilița. È presieduto da Dorin Recean e sostenuto dalla medesima maggioranza parlamentare del precedente esecutivo.
Si tratta di un governo pressoché monocolore (per quanto la stragrande parte dei ministri, compreso il capo del governo, siano indipendenti), visto che detiene una maggioranza parlamentare di 63 seggi su 101 al Parlamento della Moldavia.

## Situazione parlamentare
| Camera                    | Collocazione | Partiti            | Seggi    |
| ------------------------- | ------------ | ------------------ | -------- |
| Parlamento della Moldavia | Maggioranza  | PAS (63)           | 63 / 101 |
| Parlamento della Moldavia | Opposizione  | BECS (32), ȘOR (6) | 38 / 101 |

## Formazione
Lo stesso giorno delle dimissioni della Prima ministra Natalia Gavrilița, avvenute il 10 febbraio, Dorin Recean, già Consigliere della Presidente Maia Sandu per la sicurezza nazionale ed ex-Ministro dell'Interno, fu convocato d’urgenza per essere designato all’incarico di capo del governo.
Il 16 febbraio, quindi, Recean annuncia la composizione del suo governo e chiede l’approvazione della fiducia al Parlamento, che, per quanto ritardata da diverse interruzioni, proteste e tensioni da parte dei partiti di opposizione, è stata comunque accordata con 62 deputati favorevoli su 101 (ovvero solo quelli del Partito di Azione e Solidarietà). facendo così entrare in carica, con pieni poteri, il governo.

## Composizione

### Particolarità
Il Governo è composto da quindici ministri ed un membro ex-officio, ovvero il Başkan (Governatore) della Gagauzia, la cui partecipazione è ufficializzata tramite decreto della Presidenza sin dal 1995. Questi è eletto a suffragio universale, uguale, diretto, segreto e libero su base alternativa per un mandato di 4 anni. La stessa persona può essere governatore per non più di due mandati consecutivi.

### Membri
Indipendenti
     Partito di Azione e Solidarietà (PAS)
| Carica                                                              | Titolare | Titolare | Titolare                                               | Partito      |
| ------------------------------------------------------------------- | -------- | -------- | ------------------------------------------------------ | ------------ |
| Primo ministro                                                      |          |          | Dorin Recean                                           | Indipendente |
| Primo Vice Primo ministro Sviluppo economico e Digitalizzazione     |          |          | Dumitru Alaiba                                         | Indipendente |
| Secondo Vice Primo ministro Affari esteri                           |          |          | Nicu Popescu (fino al 29 gennaio 2024)                 | Indipendente |
| Secondo Vice Primo ministro Affari esteri                           |          |          | Mihai Popșoi (dal 29 gennaio 2024)                     | PAS          |
| Terzo Vice Primo Ministro Agricoltura e Industria Alimentare        |          |          | Vladimir Bolea                                         | PAS          |
| Quarto Vice Primo Ministro (per la reintegrazione)                  |          |          | Oleg Serebrian                                         | Indipendente |
| Quinto Vice Primo Ministro (per l’integrazione europea) (istituito) |          |          | Cristina Gherasimov (dal 5 febbraio 2024)              | Indipendente |
| Giustizia                                                           |          |          | Veronica Mihailov-Moraru                               | Indipendente |
| Salute                                                              |          |          | Ala Nemerenco                                          | Indipendente |
| Difesa                                                              |          |          | Anatolie Nosatîi                                       | Indipendente |
| Affari interni                                                      |          |          | Ana Revenco (fino al 14 luglio 2023)                   | Indipendente |
| Affari interni                                                      |          |          | Adrian Efros (dal 14 luglio 2023)                      | Indipendente |
| Istruzione e Ricerca                                                |          |          | Anatolie Topală (fino al 14 luglio 2023)               | Indipendente |
| Istruzione e Ricerca                                                |          |          | Dan Perciun (dal 14 luglio 2023)                       | PAS          |
| Finanze                                                             |          |          | Veronica Sirețeanu (fino al 27 settembre 2023)         | Indipendente |
| Finanze                                                             |          |          | Petru Rotaru (dal 27 settembre 2023 al 31 luglio 2024) | Indipendente |
| Finanze                                                             |          |          | Victoria Belous (dal 31 luglio 2024)                   | Indipendente |
| Ambiente                                                            |          |          | Iordanca-Rodica Iordanov (fino al 13 marzo 2024)       | Indipendente |
| Ambiente                                                            |          |          | Sergiu Lazarencu (dal 13 marzo 2024)                   | PAS          |
| Cultura                                                             |          |          | Sergiu Prodan                                          | Indipendente |
| Lavoro e Protezione sociale                                         |          |          | Alexei Buzu                                            | Indipendente |
| Infrastrutture e Sviluppo Regionale                                 |          |          | Lilia Dabija (fino al 14 luglio 2023)                  | Indipendente |
| Infrastrutture e Sviluppo Regionale                                 |          |          | Andrei Spînu (dal 14 luglio 2023)                      | PAS          |
| Energia                                                             |          |          | Victor Parlicov                                        | Indipendente |
| Membro ex-officio                                                   |          |          |                                                        |              |
| Governatore della Gagauzia                                          |          |          | Irina Vlah (fino al 19 luglio 2023)                    | Indipendente |
| Governatore della Gagauzia                                          |          |          | Evghenia Guțul (dal 19 luglio 2023)                    | Vittoria     |